# VI Legislatura de la Junta General del Principado de Asturias
La VI Legislatura de la Junta General del Principado de Asturias, comenzó el 17 de junio de 2003 y finalizó el 21 de junio de 2007. Sus miembros fueron elegidos en las elecciones autonómicas del 25 de mayo de 2003. Su desarrollo fue paralelo al segundo gobierno de Vicente Álvarez Areces.

## Elección
Los diputados de la VII legislatura fueron elegidos en las elecciones autonómicas de 2003, que se celebraron simultáneamente en 12 comunidades autónomas y en las 2 ciudades autónomas. Coincidieron también con las elecciones municipales.
La FSA volvió a ganar las elecciones, aunque en esta ocasión no logró reeditar la mayoría absoluta que había obtenido hace 4 años. El PP, por su parte, mejoró sus resultados respecto a 1999, obteniendo cuatro escaños más. También mejoró sus resultados Izquierda Unida, que logró un diputado más.

## Sesión constitutiva y elección del Presidente de la Junta General
El nuevo parlamento se reunió por primera vez el 17 de junio de 2003, resultando reelegida por mayoría absoluta Maria Jesús Álvarez González (FSA-PSOE) como Presidente de la Junta General.
| Presidente                   | Presidente | Presidente | Presidente |
| Candidato                    | Candidato  | Candidato  | Votos      |
| ---------------------------- | ---------- | ---------- | ---------- |
| Maria Jesús Álvarez González |            | FSA        | 23         |
| En blanco                    | En blanco  | En blanco  | 22         |
| Total                        | Total      | Total      | 45         |

## Elección del Presidente del Consejo de Gobierno
Tras una serie de negociaciones, Izquierda Unida llegó a un acuerdo con la FSA-PSOE para apoyar a Vicente Álvarez Areces como presidente de Asturias, permitiéndole alcanzar la mayoría absoluta y por lo tanto garantizando su elección en la primera votación. En ese acuerdo, IU se hacía con las consejerías de Justicia y Vivienda del gobierno.
| Fecha                                                  | Voto                          |    |    |   | Total |
| ------------------------------------------------------ | ----------------------------- | -- | -- | - | ----- |
| 4 de julio de 2003 Mayoría requerida: Absoluta (23/45) | Vicente Álvarez Areces (PSOE) | 22 |    | 4 | 26/45 |
| 4 de julio de 2003 Mayoría requerida: Absoluta (23/45) | Abstención                    |    | 19 |   | 19/45 |

## Senadores designados
El Senado de España está conformado por un total de 265 senadores, de los cuales tan sólo 208 son elegidos por sufragio directo en las elecciones generales. Los 57 restantes son designados por los parlamentos autonómicos. Asturias cuenta con 4 senadores de elección directa y 2 de designación autonómica, que son nombrados por la Junta General del Principado de Asturias para servir el período de duración de la legislatura autonómica.
Por norma general, los senadores designados se corresponden a una distribución proporcional teniendo en cuenta el número de escaños de cada grupo parlamentario, sin embargo, los pactos entre partidos pueden implicar que los senadores correspondan a grupos parlamentarios más minoritarios.
La Mesa de la Junta General es la que asigna a cada grupo el número de senadores que le corresponde aplicando el método D'Hôndt al número de escaños. Sin embargo, los grupos pueden proponer a cualquier candidato, sin que necesariamente este forme parte del mismo. Finalmente, los candidatos son sometidos a votación en el Pleno de la Junta General, aunque realmente se trata de un mero trámite, ya que no se puede votar en contra de ninguno de los candidatos, tan sólo a favor o en blanco.
A continuación se muestran los senadores designados para el periodo 2003-2007.
| Nombre | Nombre                     | GP Junta General | GP Junta General | GP Senado | GP Senado  | Votos a favor |
| ------ | -------------------------- | ---------------- | ---------------- | --------- | ---------- | ------------- |
|        | Javier Fernández Fernández |                  | Socialista       |           | Socialista | 21/45         |
|        | Ovidio Sánchez Díaz        |                  | Popular          |           | Popular    | 18/45         |

## Diputados
| Diputados de la VI Legislatura de la Junta General del Principado de Asturias | Diputados de la VI Legislatura de la Junta General del Principado de Asturias | Diputados de la VI Legislatura de la Junta General del Principado de Asturias | Diputados de la VI Legislatura de la Junta General del Principado de Asturias | Diputados de la VI Legislatura de la Junta General del Principado de Asturias | Diputados de la VI Legislatura de la Junta General del Principado de Asturias | Diputados de la VI Legislatura de la Junta General del Principado de Asturias | Diputados de la VI Legislatura de la Junta General del Principado de Asturias | Diputados de la VI Legislatura de la Junta General del Principado de Asturias | Diputados de la VI Legislatura de la Junta General del Principado de Asturias | Diputados de la VI Legislatura de la Junta General del Principado de Asturias |
| Nombre                                                                        | Circunscripción                                                               | N.º                                                                           | Partido                                                                       | Partido                                                                       | Alianza                                                                       | Alianza                                                                       | GP                                                                            | Inicio                                                                        | Final                                                                         | Notas                                                                         |
| ----------------------------------------------------------------------------- | ----------------------------------------------------------------------------- | ----------------------------------------------------------------------------- | ----------------------------------------------------------------------------- | ----------------------------------------------------------------------------- | ----------------------------------------------------------------------------- | ----------------------------------------------------------------------------- | ----------------------------------------------------------------------------- | ----------------------------------------------------------------------------- | ----------------------------------------------------------------------------- | ----------------------------------------------------------------------------- |
| Rubén Almedia Zurbano                                                         | Oriental                                                                      | 4                                                                             |                                                                               | FSA                                                                           |                                                                               | PSOE                                                                          | Socialista                                                                    | 24 de septiembre de 2003                                                      | 2 de abril de 2007                                                            | Sustituye a Juana María González del Cabo.                                    |
| Faustino Álvarez Álvarez                                                      | Central                                                                       | 11                                                                            |                                                                               | FSA                                                                           |                                                                               | PSOE                                                                          | Socialista                                                                    | 17 de junio de 2003                                                           | 2 de abril de 2007                                                            |                                                                               |
| Vicente Álvarez Areces                                                        | Central                                                                       | 1                                                                             |                                                                               | FSA                                                                           |                                                                               | PSOE                                                                          | Socialista                                                                    | 17 de junio de 2003                                                           | 2 de abril de 2007                                                            |                                                                               |
| Álvaro César Álvarez García                                                   | Central                                                                       | 7                                                                             |                                                                               | FSA                                                                           |                                                                               | PSOE                                                                          | Socialista                                                                    | 17 de junio de 2003                                                           | 2 de abril de 2007                                                            |                                                                               |
| María Jesús Álvarez González                                                  | Occidental                                                                    | 2                                                                             |                                                                               | FSA                                                                           |                                                                               | PSOE                                                                          | Socialista                                                                    | 17 de junio de 2003                                                           | 2 de abril de 2007                                                            |                                                                               |
| Reinerio Álvarez Saavedra                                                     | Central                                                                       | 3                                                                             |                                                                               | PP                                                                            |                                                                               | PP                                                                            | Popular                                                                       | 17 de junio de 2003                                                           | 2 de abril de 2007                                                            |                                                                               |
| Joaquín Aréstegui Artime                                                      | Central                                                                       | 6                                                                             |                                                                               | PP                                                                            |                                                                               | PP                                                                            | Popular                                                                       | 17 de junio de 2003                                                           | 2 de abril de 2007                                                            |                                                                               |
| Ana María Barrientos Álvarez                                                  | Central                                                                       | 2                                                                             |                                                                               | PP                                                                            |                                                                               | PP                                                                            | Popular                                                                       | 17 de junio de 2003                                                           | 2 de abril de 2007                                                            |                                                                               |
| Diana Camafeita Fernández                                                     | Central                                                                       | 4                                                                             |                                                                               | IU/IX                                                                         |                                                                               | IU-BA                                                                         | IU-BA                                                                         | 17 de junio de 2003                                                           | 2 de abril de 2007                                                            |                                                                               |
| María Luisa Carcedo Roces                                                     | Central                                                                       | 2                                                                             |                                                                               | FSA                                                                           |                                                                               | PSOE                                                                          | Socialista                                                                    | 17 de junio de 2003                                                           | 25 de marzo de 2004                                                           |                                                                               |
| Luis Ángel Colunga Fernández                                                  | Central                                                                       | 14                                                                            |                                                                               | FSA                                                                           |                                                                               | PSOE                                                                          | Socialista                                                                    | 17 de junio de 2003                                                           | 2 de abril de 2007                                                            |                                                                               |
| Diego Comins Fernández                                                        | Central                                                                       | 14                                                                            |                                                                               | PP                                                                            |                                                                               | PP                                                                            | Popular                                                                       | 17 de junio de 2003                                                           | 2 de abril de 2007                                                            |                                                                               |
| Cristina Coto de la Mata                                                      | Central                                                                       | 12                                                                            |                                                                               | PP                                                                            |                                                                               | PP                                                                            | Popular                                                                       | 17 de junio de 2003                                                           | 2 de abril de 2007                                                            |                                                                               |
| Alejandra Inés Cuétara Palacio                                                | Oriental                                                                      | 1                                                                             |                                                                               | PP                                                                            |                                                                               | PP                                                                            | Popular                                                                       | 17 de junio de 2003                                                           | 2 de abril de 2007                                                            |                                                                               |
| María Azucena Cuetos González                                                 | Central                                                                       | 17                                                                            |                                                                               | FSA                                                                           |                                                                               | PSOE                                                                          | Socialista                                                                    | 16 de noviembre de 2006                                                       | 2 de abril de 2007                                                            | Sustituye a Manuel Alfredo Pérez.                                             |
| María Elena Díaz Palacios                                                     | Central                                                                       | 8                                                                             |                                                                               | FSA                                                                           |                                                                               | PSOE                                                                          | Socialista                                                                    | 17 de junio de 2003                                                           | 2 de abril de 2007                                                            |                                                                               |
| Balbino Dosantos Alonso                                                       | Central                                                                       | 6                                                                             |                                                                               | FSA                                                                           |                                                                               | PSOE                                                                          | Socialista                                                                    | 17 de junio de 2003                                                           | 2 de abril de 2007                                                            |                                                                               |
| Benigno Eríquez Pérez                                                         | Central                                                                       | 10                                                                            |                                                                               | FSA                                                                           |                                                                               | PSOE                                                                          | Socialista                                                                    | 17 de junio de 2003                                                           | 2 de abril de 2007                                                            |                                                                               |
| José Manuel Felgueres Abad                                                    | Oriental                                                                      | 2                                                                             |                                                                               | PP                                                                            |                                                                               | PP                                                                            | Popular                                                                       | 17 de junio de 2003                                                           | 2 de abril de 2007                                                            |                                                                               |
| María Montserrat Fernández Argüelles                                          | Central                                                                       | 12                                                                            |                                                                               | FSA                                                                           |                                                                               | PSOE                                                                          | Socialista                                                                    | 17 de junio de 2003                                                           | 2 de abril de 2007                                                            |                                                                               |
| María Flor Fernández Fernández                                                | Central                                                                       | 15                                                                            |                                                                               | FSA                                                                           |                                                                               | PSOE                                                                          | Socialista                                                                    | 17 de junio de 2003                                                           | 2 de abril de 2007                                                            |                                                                               |
| José Ángel Fernández Villa                                                    | Central                                                                       | 3                                                                             |                                                                               | FSA                                                                           |                                                                               | PSOE                                                                          | Socialista                                                                    | 17 de junio de 2003                                                           | 2 de abril de 2007                                                            |                                                                               |
| Carlos Galcerán Quirós                                                        | Central                                                                       | 10                                                                            |                                                                               | PP                                                                            |                                                                               | PP                                                                            | Popular                                                                       | 17 de junio de 2003                                                           | 2 de abril de 2007                                                            |                                                                               |
| José Ramón García Cañal                                                       | Central                                                                       | 9                                                                             |                                                                               | PP                                                                            |                                                                               | PP                                                                            | Popular                                                                       | 17 de junio de 2003                                                           | 2 de abril de 2007                                                            |                                                                               |
| Francisco Javier García Valledor                                              | Central                                                                       | 1                                                                             |                                                                               | IU/IX                                                                         |                                                                               | IU-BA                                                                         | IU-BA                                                                         | 17 de junio de 2003                                                           | 23 de enero de 2004                                                           | Sustituido por María Paloma Uría.                                             |
| Fernando Goñi Merino                                                          | Central                                                                       | 8                                                                             |                                                                               | PP                                                                            |                                                                               | PP                                                                            | Popular                                                                       | 17 de junio de 2003                                                           | 2 de abril de 2007                                                            |                                                                               |
| Juana María González del Cabo                                                 | Oriental                                                                      | 2                                                                             |                                                                               | FSA                                                                           |                                                                               | PSOE                                                                          | Socialista                                                                    | 17 de junio de 2003                                                           | 4 de septiembre de 2003                                                       | Sustituida por Rubén Almeida.                                                 |
| Inmaculada Concepción González Gómez                                          | Central                                                                       | 13                                                                            |                                                                               | PP                                                                            |                                                                               | PP                                                                            | Popular                                                                       | 17 de junio de 2003                                                           | 2 de abril de 2007                                                            |                                                                               |
| Marcial González López                                                        | Ocidental                                                                     | 3                                                                             |                                                                               | PP                                                                            |                                                                               | PP                                                                            | Popular                                                                       | 17 de junio de 2003                                                           | 2 de abril de 2007                                                            |                                                                               |
| Rodrigo Grossi Fernández                                                      | Central                                                                       | 11                                                                            |                                                                               | PP                                                                            |                                                                               | PP                                                                            | Popular                                                                       | 17 de junio de 2003                                                           | 2 de abril de 2007                                                            |                                                                               |
| Juan Benjamín Gutiérrez Varela                                                | Central                                                                       | 5                                                                             |                                                                               | FSA                                                                           |                                                                               | PSOE                                                                          | Socialista                                                                    | 17 de junio de 2003                                                           | 2 de abril de 2007                                                            |                                                                               |
| Fernando Lastra Valdés                                                        | Occidental                                                                    | 1                                                                             |                                                                               | FSA                                                                           |                                                                               | PSOE                                                                          | Socialista                                                                    | 17 de junio de 2003                                                           | 2 de abril de 2007                                                            |                                                                               |
| José Amado Mallada Álvarez                                                    | Central                                                                       | 13                                                                            |                                                                               | FSA                                                                           |                                                                               | PSOE                                                                          | Socialista                                                                    | 17 de junio de 2003                                                           | 2 de abril de 2007                                                            |                                                                               |
| Manuel Aurelio Martín González                                                | Central                                                                       | 3                                                                             |                                                                               | IU/IX                                                                         |                                                                               | IU-BA                                                                         | IU-BA                                                                         | 17 de junio de 2003                                                           | 2 de abril de 2007                                                            |                                                                               |
| Noemí Martín González                                                         | Central                                                                       | 2                                                                             |                                                                               | IU/IX                                                                         |                                                                               | IU-BA                                                                         | IU-BA                                                                         | 17 de junio de 2003                                                           | 2 de abril de 2007                                                            |                                                                               |
| Ana Rosa Migoya Diego                                                         | Oriental                                                                      | 1                                                                             |                                                                               | FSA                                                                           |                                                                               | PSOE                                                                          | Socialista                                                                    | 17 de junio de 2003                                                           | 2 de abril de 2007                                                            |                                                                               |
| Juan Manuel Morales Sánchez                                                   | Central                                                                       | 4                                                                             |                                                                               | PP                                                                            |                                                                               | PP                                                                            | Popular                                                                       | 17 de junio de 2003                                                           | 2 de abril de 2007                                                            |                                                                               |
| Luis Servando Peláez Rodríguez                                                | Central                                                                       | 5                                                                             |                                                                               | PP                                                                            |                                                                               | PP                                                                            | Popular                                                                       | 17 de junio de 2003                                                           | 2 de abril de 2007                                                            |                                                                               |
| Emilio Pérez Cueva                                                            | Occidental                                                                    | 2                                                                             |                                                                               | PP                                                                            |                                                                               | PP                                                                            | Popular                                                                       | 17 de junio de 2003                                                           | 2 de abril de 2007                                                            |                                                                               |
| Manuel Alfredo Pérez Menéndez                                                 | Central                                                                       | 16                                                                            |                                                                               | FSA                                                                           |                                                                               | PSOE                                                                          | Socialista                                                                    | 1 de abril de 2004                                                            | 28 de octubre de 2006                                                         | Sustituye a María Luisa Carcedo. Sustituido por María Azucena Cuetos.         |
| María José Ramos Rubiera                                                      | Central                                                                       | 4                                                                             |                                                                               | FSA                                                                           |                                                                               | PSOE                                                                          | Socialista                                                                    | 17 de junio de 2003                                                           | 2 de abril de 2007                                                            |                                                                               |
| Alfonso Rey López                                                             | Oriental                                                                      | 3                                                                             |                                                                               | FSA                                                                           |                                                                               | PSOE                                                                          | Socialista                                                                    | 17 de junio de 2003                                                           | 2 de abril de 2007                                                            |                                                                               |
| Pelayo Roces Arbesú                                                           | Central                                                                       | 7                                                                             |                                                                               | PP                                                                            |                                                                               | PP                                                                            | Popular                                                                       | 17 de junio de 2003                                                           | 2 de abril de 2007                                                            |                                                                               |
| Emilio Rodríguez Menéndez                                                     | Occidental                                                                    | 1                                                                             |                                                                               | PP                                                                            |                                                                               | PP                                                                            | Popular                                                                       | 17 de junio de 2003                                                           | 2 de abril de 2007                                                            |                                                                               |
| Ovidio Sánchez Díaz                                                           | Central                                                                       | 1                                                                             |                                                                               | PP                                                                            |                                                                               | PP                                                                            | Popular                                                                       | 17 de junio de 2003                                                           | 2 de abril de 2007                                                            |                                                                               |
| José Manuel Sariego Martínez                                                  | Central                                                                       | 9                                                                             |                                                                               | FSA                                                                           |                                                                               | PSOE                                                                          | Socialista                                                                    | 17 de junio de 2003                                                           | 2 de abril de 2007                                                            |                                                                               |
| María Paloma Uría Ríos                                                        | Central                                                                       | 5                                                                             |                                                                               | IU/IX                                                                         |                                                                               | IU-BA                                                                         | IU-BA                                                                         | 5 de febrero de 2004                                                          | 2 de abril de 2007                                                            | Sustituye a Francisco Javier García.                                          |